# بي سي وورلد
بي سي وورلد (بالإنجليزية: PC World)‏ مجلة حاسوب عامة تصدر شهرياً عن IDG. تقدم نصائح حول الحواسيب وكل ما يتعلق بها والإنترنت ومنتجات وخدمات تقنية شخصية ويضم كل عدد منها مراجعات وإختبارات لعدة منتجين برامج وعتاد الحاسوب، ولعدد من التقنيات الأخرى مثل الكاميرات الرقمية وكاميرات الفيديو وأجهزة الصوت والتلفزيونات.
وتصدر في عدة بلدان تحت أسماء أخرى مثل PC Advisor وPC Welt